# 宇部線
宇部線（うべせん）は、山口県山口市の新山口駅から山口県宇部市の宇部駅に至る西日本旅客鉄道（JR西日本）の鉄道路線（幹線）である。

## 概要
周防灘に沿って敷かれ、宇部市の中心市街地を貫通する。宇部市中心部および山口市南部（旧阿知須町を含む）と山陽本線の宇部駅・新山口駅との旅客輸送が中心となっている。他線への直通は厚狭駅や下関駅など宇部駅から西側方面のみであり、東側方面はすべて新山口駅が終着駅となっている。
かつては石炭輸送などの貨物輸送が盛んであり、沿線の工場などへの支線が数多く存在したが、主力であった宇部興産（現・UBE）向け（1998年廃止）やセントラル硝子宇部工場向け（2009年廃止）の石灰石輸送は宇部伊佐専用道路（宇部興産専用道路）などを使用したトラック輸送に切り替えられている（「UBE (企業)#鉄道貨物」も参照）。
比較的早い時期に電化された路線の一つであるが、全線が単線で地盤が悪いこともあり運行速度が遅く、宇部新川 - 新山口間では、宇部市営バスを利用する方が早く到着できる場合がある。1970年代、利便性向上のため地盤改良による高速化や、宇部駅 - 岩鼻駅間の複線化、岩鼻駅 - 東新川駅間の複線・高架化が計画されていたほか、宇部駅 - 宇部港駅間と宇部駅 - 宇部新川駅間を藤曲経由に改良し、宇部岬駅 - 宇部港駅間の路線を新設する構想もあったが、いずれも実現には至っていない（歴史節の「国有化後の改良事業」も参照）。
全区間を広島支社の山口エリア統括部が管轄している。路線図や駅掲示時刻表のシンボルで使用されているラインカラーは赤紫（■）。

### 路線データ
- 管轄（事業種別）：西日本旅客鉄道（第一種鉄道事業者）
- 路線距離（営業キロ）：33.2 km
- 軌間：1067 mm
- 駅数：18（起終点駅含む）
  - 宇部線所属駅に限定した場合、山陽本線所属の新山口駅・宇部駅が除外され[5]、16駅となる。
- 複線区間：なし（全線単線）
- 電化区間：全線（直流1500 V）
- 閉塞方式：自動閉塞式（特殊）
- 最高速度：85 km/h
- 運転指令所：中国総合指令所広島指令所

### 平均通過人員
各年度の平均通過人員（人/日）は以下のとおりである。
| 年度                   | 平均通過人員（人/日） | 出典   |
| 年度                   | 新山口 - 宇部         | 出典   |
| ---------------------- | --------------------- | ------ |
| 1987年度（昭和62年度） | 5,568                 | [ 6 ]  |
| 2013年度（平成25年度） | 2,486                 | [ 6 ]  |
| 2014年度（平成26年度） | 2,384                 | [ 7 ]  |
| 2015年度（平成27年度） | 2,520                 | [ 8 ]  |
| 2016年度（平成28年度） | 2,525                 | [ 9 ]  |
| 2017年度（平成29年度） | 2,528                 | [ 10 ] |
| 2018年度（平成30年度） | 2,539                 | [ 11 ] |
| 2019年度（令和元年度） | 2,450                 | [ 12 ] |
| 2020年度（令和02年度） | 1,904                 | [ 13 ] |
| 2021年度（令和03年度） | 1,927                 | [ 14 ] |
| 2022年度（令和04年度） | 2,037                 | [ 15 ] |
| 2023年度（令和05年度） | 2,108                 | [ 16 ] |

## 歴史
1914年（大正3年）に、宇部軽便鉄道（のちに宇部鉄道と改称）によって宇部駅 - 宇部新川駅間が開業し、その後1925年（大正14年）に宇部駅 - 宇部新川駅 - 小郡駅（現在の新山口駅）間の全線が開通した。宇部鉄道は石炭などの重要物資の輸送路線として1943年（昭和18年）に国有化され、宇部駅 - 宇部新川駅 - 小郡駅間が宇部東線となった。その後、宇部線と改称。宇部駅 - 岩鼻駅間の経路が藤曲経由から居能経由に変更された。
なお、宇部新川駅は1943年から1964年まで宇部駅を、その間山陽本線の宇部駅は西宇部駅を名乗っていた。

### 国有化後の改良事業
戦時買収による国有化以前から電化されていた路線の一つであるが、買収以前は中小私鉄3社（宇部鉄道・宇部電気鉄道・小野田鉄道）が各社独自に輸送を行なっていたために系統上の連絡がなく設備も劣悪で、一括買収した国鉄が統合的に運営できるよう戦後改良整備が進められた。
まず旅客輸送面においては、小野田市方面と宇部市を結ぶ旧宇部電気鉄道の路線が宇部港駅をターミナルとしていたため、旧宇部鉄道のターミナルである宇部駅（当時、後の宇部新川駅）と徒歩連絡しなければならず、小野田市内においても新沖の山駅と小野田港駅間の連絡がないという問題を抱えていた。また貨物線は当時最大の輸送量があった美祢線方面との連絡において、宇部駅から宇部港駅に至る連絡線（通称「上町線」）を経由して宇部中央銀天街などの繁華街を横断しなければならず、沿線の物資輸送に不都合が生じていた。
これらの問題を解消するため、1948年（昭和23年）3月に国鉄は「宇部、小野田線緊急整備3箇年計画」を策定、小野田線新沖の山駅 - 小野田港駅間、宇部線宇部駅（後の宇部新川） - 居能駅間、居能駅 - 岩鼻駅間にそれぞれ短絡線を新設したほか、小野田線を電車化・昇圧し、1952年（昭和27年）4月に宇部線と小野田線の直通運転を実現、貨物輸送上も迂回解消など輸送系統が合理化された。これら短絡線の完成と同時に、岩鼻駅 - 宇部駅（後の宇部新川）間3.3 km、西沖山駅 - 居能駅間1.7 km、港町駅 - 沖山新鉱駅間1.3 kmの電車運輸を廃止している。
また、駅設備などの輸送力増強工事も行われ、有効長が100 mから130 m程度であった深溝駅、東新川駅、宇部岬駅の各駅にて180 mへ延伸したほか、宇部港駅の拡張、宇部駅（後の宇部新川駅）駅舎の改築などを実施した。このほか、線路軌条が戦災によって弱骸化して入線可能な機関車が限られるなど弊害が生じていたため、道床・枕木の強化、橋梁の補強、分岐器改良、排水改良、一部山陽本線と同様の37 kg軌条による線路強化が行われた。
一連の改良事業に続いて、輸送逼迫が予想された宇部駅（後の宇部新川駅） - 岩鼻駅間の複線化、山陽本線急行列車の宇部線経由化、宇部岬駅 - 宇部港駅間の海岸貨物線新設による貨客分離、宇部岬駅 - 宇部駅（後の宇部新川駅） - 居能駅間の高架化が計画されていたが実現しなかった。なお前述の宇部駅（後の宇部新川駅）駅舎の改築はこの高架化計画を想定して半高架構造の設計となっている。

### 年表

#### 宇部軽便鉄道→宇部鉄道
- 1914年（大正3年）1月9日：宇部軽便鉄道により宇部 - 宇部新川間（4.1 M≒6.60 km）が開業[17]。開作停留場・岩鼻停留場・藤山駅（後の藤曲駅）・宇部新川駅（初代）が開業[19]。
- 1916年（大正5年）12月20日：助田停留場が開業。
- 1921年（大正10年）12月20日：宇部鉄道に社名変更[注釈 1]。
- 1923年（大正12年）8月1日：助田駅 - 宇部新川駅（初代）間（0.9 M≒1.45 km）が廃止[21]。助田駅 - 宇部新川駅（2代目） - 床波駅間（5.7 M≒9.17 km）が延伸開業[21]。宇部新川駅移転[21]。東新川駅・宇部岬駅・草江停留場・床波駅が開業。
- 1924年（大正13年）8月17日：床波駅 - 本阿知須駅間（5.4 M≒8.69 km）が延伸開業[21]。丸尾駅・岐波駅・本阿知須駅（現在の阿知須駅）が開業。
- 1925年（大正14年）
  - 3月26日：本阿知須駅 - 小郡駅（現在の新山口駅）間（6.3 M≒10.14 km）が延伸開業し全通[21]。岩倉停留場・周防佐山駅・深溝駅・江崎停留場・上嘉川駅が開業。
  - 6月1日：常盤停留場が開業。
- 1926年（大正15年）8月15日：開作停留場が廃止。
- 1928年（昭和3年）
  - 2月25日：江崎停留場が周防江崎停留場に改称。
  - 9月4日：床波駅で列車が正面衝突。負傷者9名[22]。
- 1929年（昭和4年）
  - 10月29日：宇部駅 - 小郡駅間が1500 V電化。
  - 11月29日：琴芝駅・白土停留場が開業。
- 1930年（昭和5年）4月1日：営業距離の単位をマイルからメートルに変更（20.6 M→33.2 km）。
- 1931年（昭和6年）7月21日：支線 宇部新川駅 - 沖ノ山旧鉱駅（のちの宇部港駅）間 (1.2 km) が開業[21]。中間に上町停留場が開業。
- 1933年（昭和8年）5月22日：藤山駅が0.5 km宇部新川駅方面に移転。
- 1937年（昭和12年）10月1日：上町停留場が廃止。
- 1938年（昭和13年）5月1日：長生炭鉱停留場が開業。
- 1941年（昭和16年）
  - 6月1日：助田停留場が廃止。
  - 6月10日：岩鼻停留場が岩鼻駅に変更。
  - 12月1日：宇部電気鉄道との合併に伴い解散し、新たに宇部鉄道として設立[23]。宇部駅 - 小郡駅間が本線となる。

#### 宇部電気鉄道
- 1929年（昭和4年）5月16日：沖ノ山炭鉱（現在のUBE）の子会社である宇部電気鉄道により沖ノ山旧鉱駅 - 居能駅 - 新沖山駅間が開業[21]。のちの宇部線にあたる区間に沖ノ山旧鉱駅（後の宇部港駅）・西沖山停留場・助田停留場（前出の宇部鉄道のものとは別位置）・花河内停留場・居能停留場が開業。
- 1930年（昭和5年）4月29日：支線 沖ノ山旧鉱駅 - 沖ノ山新鉱駅間が開業[21]。港町停留場・発電所前停留場・沖ノ山新鉱駅が開業。
- 1938年（昭和13年）11月6日：花河内停留場が廃止[24]。居能停留場が居能駅に変更。
- 1941年（昭和16年）12月1日：宇部鉄道との合併に伴い解散[23]。

#### 国有化以後

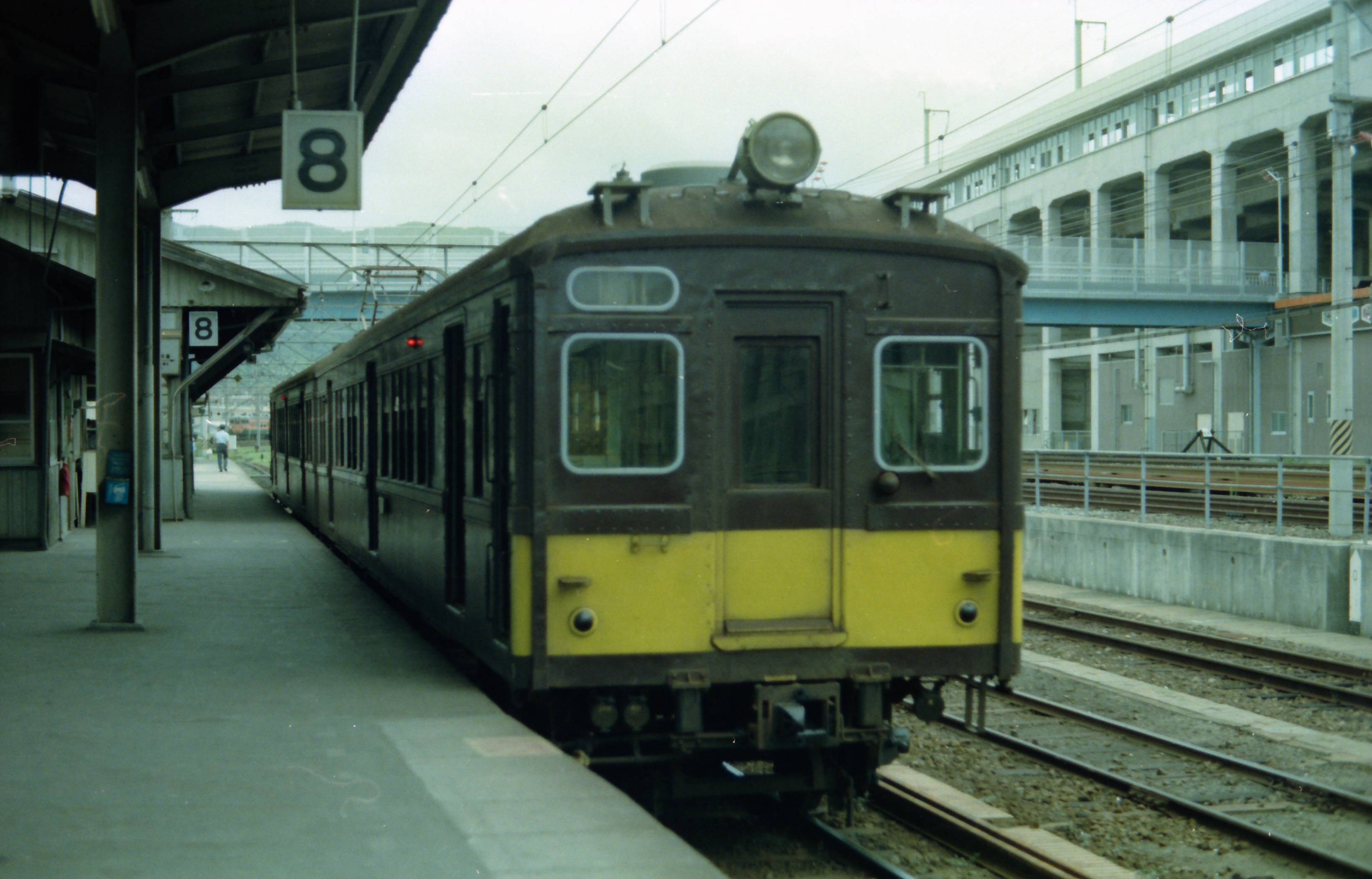
かつて使用されていた旧形国電

- 1943年（昭和18年）5月1日：宇部鉄道全線が国有化[25]。西宇部駅（現在の宇部駅） - 宇部駅（現在の宇部新川駅） - 小郡駅間が宇部東線、宇部港駅 - 宇部駅間・宇部港駅 - 居能駅 - 新沖山駅間・宇部港駅 - 沖ノ山新鉱駅間などが宇部西線となる[26]。
  - 岩鼻駅 - 西宇部駅間改キロ (+0.1 km)。
  - 宇部新川駅が宇部駅に、藤山駅が藤曲駅に、宇部駅が西宇部駅に、沖ノ山旧鉱駅が宇部港駅に改称[25]。
  - 停留場が駅に変更。周防江崎停留場・岩倉停留場・白土停留場・長生炭鉱停留場が廃止。
- 1944年（昭和19年）4月1日：宇部西線支線 宇部港駅 - 沖ノ山新鉱駅間の旅客営業休止[21]。
- 1945年（昭和20年）6月20日：宇部西線貨物支線 居能駅 - 岩鼻駅間 (1.4 km) が開業[21]。
- 1946年（昭和21年）4月1日：宇部西線支線 宇部港駅 - 沖ノ山新鉱駅間の旅客営業再開[21]。
- 1948年（昭和23年）2月1日：宇部東線が宇部線に、宇部西線が小野田線に改称[21]。
- 1949年（昭和24年）3月1日：小野田線 宇部港駅 - 西沖山駅間、支線 宇部港駅 - 港町駅間の旅客営業廃止[21]。
- 1950年（昭和25年）
  - 4月1日：小野田線貨物支線 居能駅 - 岩鼻駅間が1500 V電化。
  - 6月1日：本阿知須駅が阿知須駅に改称。
- 1952年（昭和27年）4月20日：宇部線 岩鼻駅 - 藤曲駅 - 宇部駅（現在の宇部新川駅）間 (3.3 km) が廃止[27]。居能駅 - 宇部駅間の電化新線 (1.8 km) が開業[27]。小野田線貨物支線 岩鼻駅 - 居能駅間が宇部線に編入され旅客営業開始[21]。これにより、宇部線 小郡駅 - 西宇部駅間が現在線経由で全通。
  - 小野田線の居能駅 - 宇部港駅 - 沖ノ山新鉱駅間 (4.0 km) の旅客営業が全廃され、宇部線に貨物支線として編入[21]。同区間の助田駅・西沖山駅・港町駅・発電所前駅が廃止。小野田線貨物支線 宇部港駅 - 宇部駅間 (1.2 km) が廃止[21]。
  - 日付不明：琴芝駅 - 宇部駅間の真締川東踏切で列車とトラックが衝突し、隣接する新川橋梁が大破。死者3名、重軽傷者23名[22]。
- 1953年（昭和28年）8月15日：岩倉駅が開業。
- 1959年（昭和34年）2月15日：小野田駅 - 小郡駅（現・新山口駅）間で快速「竜王」、宇部新川駅 - 小郡駅間に快速「ときわ」で運転が開始[28]。
- 1960年（昭和35年）
  - 6月1日：上り準急「あきよし」の一部編成が宇部岬行普通列車として宇部線に乗り入れ開始[29]。
  - 7月12日：「竜王」「ときわ」車内で扇風機の使用を開始[30]。
- 1961年（昭和36年）
  - 4月30日：快速「竜王」が廃止[28]。
  - 6月1日：準急「あきよし」一部編成の乗り入れが廃止[29]。
  - 11月1日：貨物支線 宇部港駅 - 沖ノ山新鉱駅間 (1.8 km) が廃止[21]。
- 1964年（昭和39年）
  - 9月15日：宇部駅が宇部新川駅に改称[21]。
  - 10月1日：西宇部駅が宇部駅に改称[21]。
- 1965年（昭和40年）9月30日：快速「ときわ」が廃止[31]。
- 1970年（昭和45年）
  - 6月1日：美祢駅 - 宇部港駅間の臨時石灰石輸送列車が1往復増発され、1日22往復となる[32]。
  - 8月1日：美祢駅 - 宇部港駅間の臨時石灰石輸送列車が定期列車に変更。1往復が増発され、1日22往復となる[32]。
  - 7月30日：岩鼻駅 - 宇部駅間に際波信号場が開設。
  - 10月1日：美祢駅 - 宇部港駅間の石灰石輸送貨物列車が2往復増発され、1日25往復となる[32]。大嶺駅 - 宇部港駅間の石灰石輸送貨物列車が2往復増発され、1日25往復となる[32]。
- 1972年（昭和47年）
  - 3月15日：美祢線との直通運転が開始され、長門市駅 - 宇部新川駅間で1日2往復、仙崎駅 - 宇部新川駅間で1日1往復が運転される[33]。
  - 10月1日：美祢駅 - 宇部港駅間の石灰石輸送貨物列車が2往復増発され、1日33往復となる[33]。
- 1973年（昭和48年）3月28日：宇部港駅構内をロングレール化[33]。
- 1980年（昭和55年）7月7日：キハ40系気動車が運転開始[34]。
- 1981年（昭和56年）3月19日：105系電車が運用開始[35]、クモハ41形・クハ55形・クモハ51形・クモハ42形電車は同年3月21日で運用終了[35]。
- 1982年（昭和57年）7月1日：美祢駅 - 宇部港駅間の石灰石輸送貨物列車が7往復廃止され、1日26往復となる[34]。
- 1983年（昭和58年）
  - 3月8日：列車集中制御装置 (CTC) が導入[34]。
  - 4月1日：美祢駅 - 宇部港駅間の石灰石輸送貨物列車が12往復廃止され、1日14往復となる[34]。

#### 民営化以降
- 1987年（昭和62年）4月1日：国鉄分割民営化により、小郡駅 - 宇部駅間を西日本旅客鉄道が承継し同社広島支社の管轄となり、日本貨物鉄道が居能駅 - 宇部港駅間の第一種鉄道事業者、宇部岬駅 - 宇部駅間の第二種鉄道事業者となる[21]。
- 1988年（昭和63年）4月1日：美祢駅 - 宇部港駅間の石灰石輸送貨物列車が6往復廃止され、1日8往復となる[34]。
- 1990年（平成2年）6月1日：宇部新川鉄道部の発足に伴い、全線（小郡駅・宇部駅の構内を除く）が同鉄道部の管轄になる[36]。宇部新川駅 - 居能駅間でワンマン運転開始[37][38]。
- 1992年（平成4年）3月14日：全線でワンマン運転開始[37]（全列車56本のうち25本）[39]。
- 1996年（平成8年）3月16日：宇部新川鉄道部車両支所および宇部新川駅 - 同車両支所間の車庫支線が廃止（以降、車両留置は宇部新川駅構内）[34][40]。
- 1998年（平成10年）4月1日：美祢駅 - 宇部港駅間の石灰石輸送貨物列車が廃止[40]。
- 1999年（平成11年）
  - 3月13日：山陽新幹線厚狭駅開業に伴い、宇部新川駅 - 厚狭駅間で1日2往復の直通運転開始[40]。
  - 7月1日：宇部駅 - 宇部港駅間の貨物列車廃止（前日限り）に伴い[40]、居能駅 - 宇部港駅間の貨物支線が事実上休止。
  - 10月2日：小郡駅（現・新山口駅） - 宇部新川駅間の8本でワンマン運転を拡大[40]。
- 2001年（平成13年）7月14日 - 9月30日：「山口きらら博」観客輸送のため、小郡駅 - 阿知須駅間に117系電車による臨時快速列車「きらら号」が運転[40]。
- 2002年（平成14年）3月23日：ローカル線経営改善のため、保守工事運休導入とともに運行本数、車両を削減、深夜時間帯の列車が廃止[40]。
- 2003年（平成15年）10月1日：小郡駅が新山口駅に改称[41]。新山口駅 - 宇部新川駅間で快速「のぞみリレー号」が運転開始。
- 2006年（平成18年）
  - 3月1日：快速「のぞみリレー号」の一部列車の運転区間が宇部駅まで延長（宇部新川駅 - 宇部駅間は普通列車）。
  - 5月1日：貨物支線 居能駅 - 宇部港駅間 (2.2 km) が廃止[21]。
- 2009年（平成21年）
  - 3月14日：快速「のぞみリレー号」が廃止[42]。
  - 6月1日：組織改正により宇部新川鉄道部が廃止され、全線（新山口駅・宇部駅の構内も含む）が山口地域鉄道部の管轄になる[43]。
  - 10月18日：重安駅 - 宇部岬駅間の石灰石貨物列車がこの日限りで廃止[1]。
- 2014年（平成26年）4月1日：日本貨物鉄道の第二種鉄道事業（宇部岬駅 - 宇部駅間 9.5 km）が正式に廃止される[44]。
- 2019年（令和元年）6月1日：組織改正により山口地域鉄道部が廃止され、同日発足の山口エリア統括部（山口支社）の管轄となる[45]。
- 2023年（令和5年）3月18日：全列車ワンマン化[46]。

## 運行形態
2023年3月18日改正時点では、全列車が終日ワンマン運転（都市型ワンマン）を実施している。
新山口駅 - 宇部駅間の全線通し運転（一部は宇部新川駅で乗り換え）の列車のほか、宇部岬駅・宇部新川駅 - 宇部駅間の区間運転の列車もあり、おおむね1時間から1時間半に1本運転されている。列車本数は宇部新川駅を境に宇部駅方面の方が多く、朝夕の一部列車は宇部駅から山陽本線に直通し、下関駅発着で運転される。また、宇部新川駅 - 居能駅間には小野田線の列車が乗り入れており、このうち朝の上り1本が宇部新川駅を越えて新山口駅まで直通している。
2002年（平成14年）3月23日のダイヤ改正までは23時台まで列車が運行されていたが、以後は21・22時台で終電になっている。国鉄時代は日付を越える終電が設定されていた。2021年（令和3年）3月13日のダイヤ改正では、新山口発宇部新川行の最終列車が22時台から21時台に繰り上げられ、新山口駅に到着する東京方面からの最終「のぞみ」と接続しなくなった。
線路保守作業のため日中の列車を運休する場合、代行輸送は行わない。
山陽本線宇部駅 - 厚狭駅間に宇部線から美祢線に直通する貨物列車のための単線の貨物線があった時代は、宇部線から山陽本線厚狭・下関方面や美祢線に直通する旅客列車もこの貨物線を走行していた。

### 快速列車
2024年（令和6年）時点では、宇部線に定期快速列車は設定されていないが、かつては以下の列車が運転されていた。
快速「竜王」
1959年（昭和34年）2月15日から1961年（昭和36年）4月30日まで、小野田駅 - 小郡駅（現在の新山口駅）間を小野田線・宇部線経由で結ぶ快速列車として運行されていた。
快速「ときわ」
1959年（昭和34年）2月15日から1965年（昭和40年）9月30日まで、宇部新川駅 - 小郡駅（現在の新山口駅）間を結ぶ快速列車として運行されていた。両駅間を40分で結んだ。
快速（愛称なし）
1975年3月から、小郡駅（現在の新山口駅） - 宇部駅間を宇部線経由で結ぶ快速列車が運転されていた。一部は鹿児島本線南福岡などまで直通し、鹿児島本線内を特別快速として運転するものもあった。
快速「きらら号」
2001年（平成13年）7月14日から同年9月30日まで、山口きらら博の観客輸送のため、小郡駅（現在の新山口駅） - 阿知須駅間に117系電車による臨時快速列車「きらら号」が運行されていた。
快速「のぞみリレー号」
2003年（平成15年）10月1日から2009年（平成21年）3月13日まで、山陽新幹線の「のぞみ」に接続する快速列車として運行されていた。当初は新山口駅 - 宇部新川駅間に5本が新設され両駅間を13分短縮、途中の停車駅は阿知須駅と床波駅の2駅であった。2008年（平成20年）3月15日のダイヤ改正で宇部岬駅・東新川駅・琴芝駅にも停車駅するようになった。主に新山口駅 - 宇部新川駅間で運行されていたが、一部の列車の始発となっている宇部駅では山陽本線を利用した方が早かった（そのため、宇部駅発着列車は宇部新川駅以西では普通列車として運転されていた）。2009年（平成21年）3月14日のダイヤ改正で廃止され、下り2本・上り3本のうち下り2本・上り1本は普通に変更された。この列車の廃止を持って以降宇部線に定期快速列車は設定されておらず、通過駅を伴う列車が消滅した。
快速（臨時列車）
2024年8月23日、24日、25日にかけて開催された野外音楽イベント「WILD BUNCH FEST.2024」に伴う臨時列車として阿知須駅 - 新山口駅間で3日間限りの快速列車が運転された。午前中に下り2本、20～22時台に上り4本の計6本が運転された。途中の停車駅は設定されず、ノンストップの快速として運行された。

### 九州方面との直通運転
かつては宇部駅から下関駅を越え、関門トンネルを経由して九州方面とも直通列車が運転されていた。最初の直通は宇部線のみが電化されていた1958年（昭和33年）10月1日、気動車で小倉駅 - 宇部新川駅（当時の宇部駅）間の運転を開始。1960年（昭和35年）3月20日には同じく気動車で、博多駅 - 宇部岬駅間の運転を開始した。
1961年（昭和36年）6月1日に小郡駅（のちの新山口駅） - 久留米駅間の電化が完成すると、宇部線と同じ電化方式の下関駅まで電車での直通運転を開始するとともに、交直両用電車による久留米駅 - 宇部岬駅間の直通運転を開始した。さらに1965年（昭和40年）10月1日、久留米駅 - 小郡駅間を宇部線経由で直通する電車も設定された。
九州方面との直通は、国鉄分割民営化を経て宇部線がJR西日本の所属路線となった後も、九州旅客鉄道（JR九州）の車両が乗り入れる形で続けられていたが、2005年（平成17年）10月1日のダイヤ改正をもって廃止された。
このほか、1990年代には山陽本線の厚東駅と鹿児島本線の折尾駅との間を等間隔ダイヤで運転する「関門シティ電車」構想の一環として、一部列車を宇部線と直通して鹿児島本線と相互乗り入れする構想も提案され、1996年（平成8年）9月に沿線自治体の首長・議長と商工会議所で構成する関門シティ電車運行実現期成同盟会も発足したが、運行は実現していない。

### 貨物列車

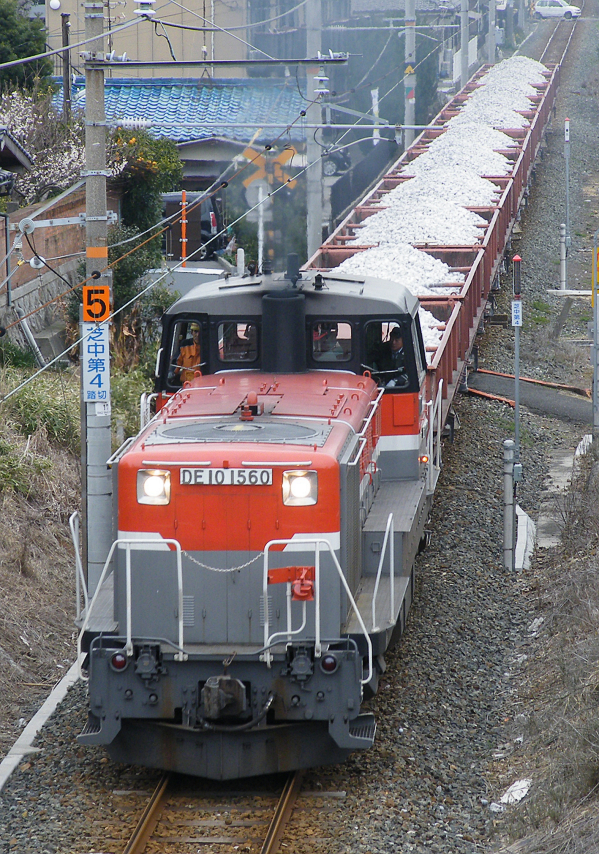
石灰石貨物列車（2009年）

貨物列車は前述の通り、宇部興産（現・UBE）を需要家として宇部港駅 - 居能駅 - 宇部駅間で美祢線美祢駅から直通する専用貨物列車（美祢へは石炭を、宇部港へは石灰石を輸送）が昼夜を問わず数多く運転されていたが、宇部興産専用道路の供用開始後、1998年に全廃、僅かに残った宇部駅継走の濃硝酸輸送貨物列車も翌1999年には廃止となり、宇部港駅の営業が休止となった（正式廃止は2006年）。
末期には宇部駅 - 宇部岬駅間で、セントラル硝子を需要家として宇部駅 - 宇部岬駅間で美祢線重安駅からの専用貨物列車（石灰石輸送）が1日2往復（水曜日は1往復のみ、厚狭駅で編成が分割されるため美祢線では1往復）運行されていたが2009年10月18日限りで廃止されている。牽引機はDE10形ディーゼル機関車で、貨車はホキ9500形（太平洋セメント社籍。車体表示は前身の小野田セメント）の編成であった。

## 使用車両
現在はすべて電車となっており、下関総合車両所運用検修センターに所属する105系およびクモハ123形が使用されている。クモハ123形のみで運転する列車はながらくトイレがない状態だったが、2013年10月より一部の車両においてトイレが設置され、同年12月には両開き扉を有するクモハ123-5とクモハ123-6にもトイレが設置された。2015年5月現在、すべての車両にトイレが設置されている。
国鉄線となった当初は宇部鉄道から承継した電車を使用し、戦後には他の買収私鉄から承継した電車（買収国電）も転属して使用された。1950年代後半からこれらの買収国電に代わりクモハ11形・クモハ12形・クハ16形・クモハ40形・クモハ41形・クハ55形・クモハ42形・クモハ51形などの旧形国電が導入され、1981年に105系に置き換えられるまで使用された。
またかつては南福岡電車区に所属する交直流電車415・421・423系が山陽本線を経由し宇部線に乗り入れていた。国鉄分割民営化後、これらがJR九州の所属となってからも続けられたが、2005年に廃止されている。下関所属の115系が乗り入れたこともあった。1980年代までは貨物列車と同様に宇部線から美祢線に直通する気動車列車も運転されたことがあった。

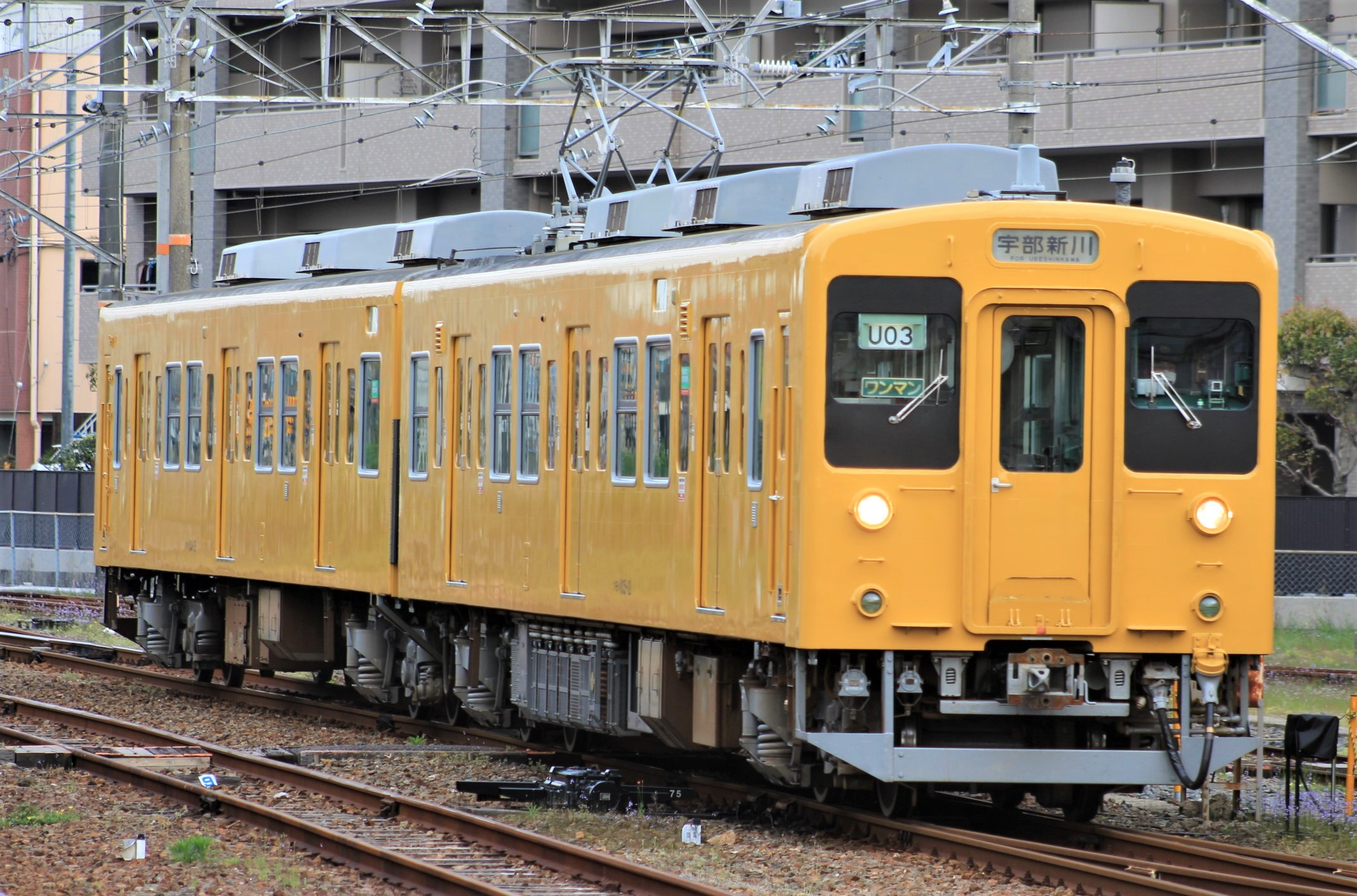
105系
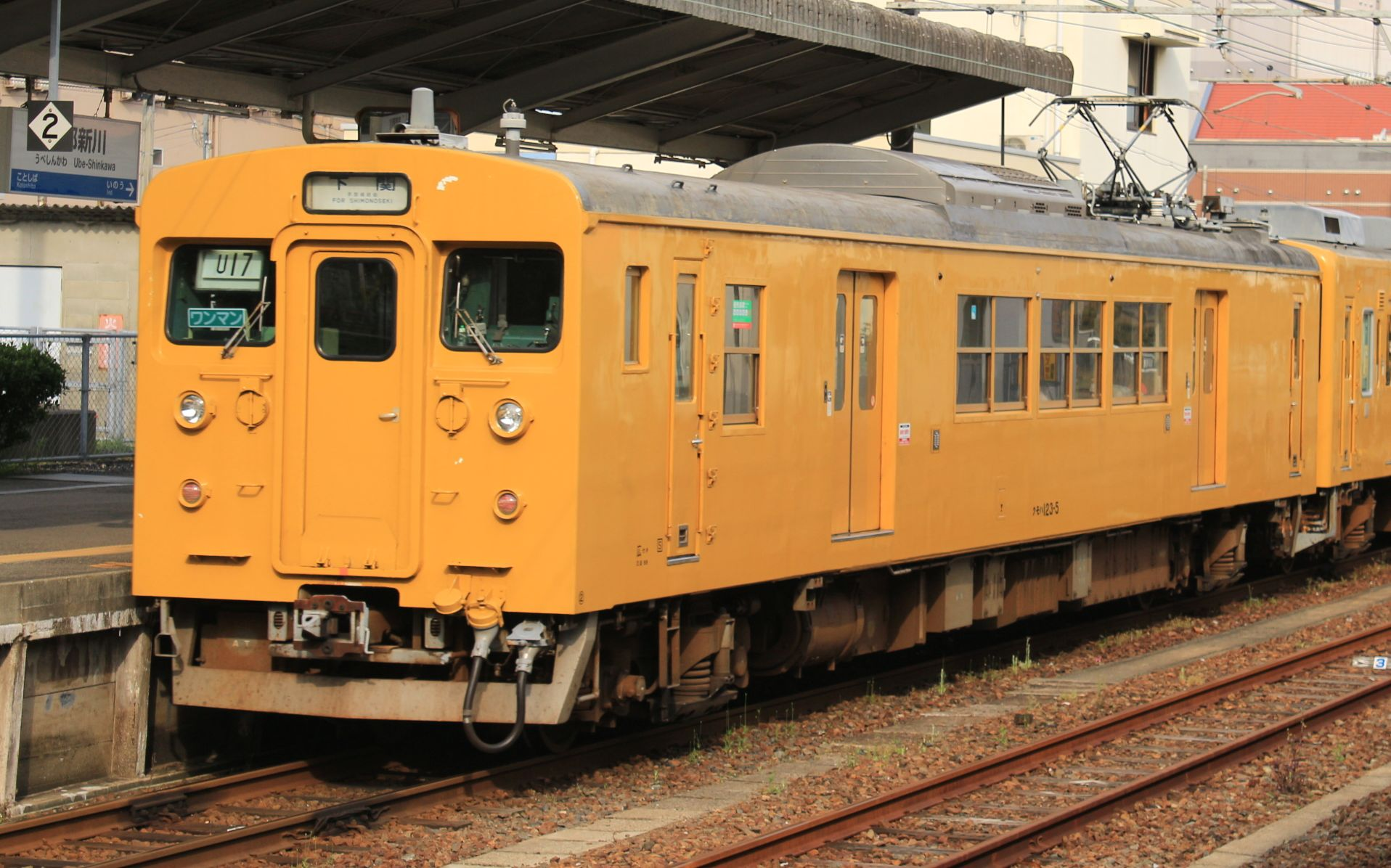
クモハ123形

## 選択乗車の特例
新山口駅 - 宇部駅間は山陽本線と宇部線の間に選択乗車の特例（旅客営業規則第157条）があり、一方を経由する乗車券を持っていれば他方の経路でも乗車できる。途中下車の禁止されていない乗車券であれば他方の経路上でも途中下車が可能である。

## 並行する交通
ほぼ全線にわたって国道190号が並行しており、国道を走行する路線バスが運行されている。おおむね宇部新川駅（および近傍の宇部中央バス停）を境に、東側は宇部市交通局の、西側は宇部市交通局・船木鉄道（かつてはサンデン交通のエリアでもあったが、同社は2022年9月30日をもって宇部市への乗り入れを終了）のエリアとなっている。
宇部線のほうが運賃は安いが、バスのほうが運行本数が多い。宇部市交通局は新山口駅 - 宇部新川駅間（新山口線）で国道190号・嘉川駅前経由の普通便および山口宇部道路経由の特急便を運行しており、所要時間は普通便が72分 - 77分、特急が41分である（新幹線口 - 宇部新川駅間）。同区間の宇部線の所要時間は約50分であるため、特急便を利用すると宇部線よりも所要時間が短くなる。

## BRT化の検討と凍結
2018年度、宇部市とJR西日本が中心となって、小野田線と共に宇部線をバス・ラピッド・トランジット (BRT) に転換する可能性について検討を始めた。しかし、宇部市が試算したところ宇部線にBRTを導入した場合の概算整備事業費が約153億円となることが判明した。そのため採算性に厳しく早期の実現は困難であるとしてBRT化は凍結され、JR西日本と沿線自治体（宇部市、山口市、山陽小野田市）の4者勉強会は休止となった。

## 駅一覧
- 全列車普通列車（すべての旅客駅に停車）
- 線路（全線単線） … ◇・∧：列車交換可、｜：列車交換不可
  - ※：新山口駅の宇部線用旅客ホームは1面1線のみで1列車のみが発着しているが、配線上はホームのない副本線を用いた列車交換は可能
- 全駅山口県内に所在。

| 駅名       | 営業キロ | 営業キロ | 接続路線                                                    | 線路 | 所在地 |
| 駅名       | 駅間     | 累計     | 接続路線                                                    | 線路 | 所在地 |
| ---------- | -------- | -------- | ----------------------------------------------------------- | ---- | ------ |
| 新山口駅   | -        | 0.0      | 西日本旅客鉄道： 山陽新幹線・■山陽本線（岩国方面）・■山口線 | ※    | 山口市 |
| 上嘉川駅   | 2.8      | 2.8      |                                                             | ｜   | 山口市 |
| 深溝駅     | 3.1      | 5.9      |                                                             | ◇    | 山口市 |
| 周防佐山駅 | 1.6      | 7.5      |                                                             | ｜   | 山口市 |
| 岩倉駅     | 1.3      | 8.8      |                                                             | ｜   | 山口市 |
| 阿知須駅   | 1.4      | 10.2     |                                                             | ◇    | 山口市 |
| 岐波駅     | 2.5      | 12.7     |                                                             | ◇    | 宇部市 |
| 丸尾駅     | 2.5      | 15.2     |                                                             | ｜   | 宇部市 |
| 床波駅     | 3.7      | 18.9     |                                                             | ◇    | 宇部市 |
| 常盤駅     | 1.8      | 20.7     |                                                             | ｜   | 宇部市 |
| 草江駅     | 1.8      | 22.5     |                                                             | ｜   | 宇部市 |
| 宇部岬駅   | 1.2      | 23.7     |                                                             | ◇    | 宇部市 |
| 東新川駅   | 1.6      | 25.3     |                                                             | ◇    | 宇部市 |
| 琴芝駅     | 0.7      | 26.0     |                                                             | ｜   | 宇部市 |
| 宇部新川駅 | 1.1      | 27.1     |                                                             | ◇    | 宇部市 |
| 居能駅     | 1.8      | 28.9     | 西日本旅客鉄道：■小野田線                                   | ◇    | 宇部市 |
| 岩鼻駅     | 1.4      | 30.3     |                                                             | ◇    | 宇部市 |
| 際波信号場 | -        | 32.0     |                                                             | ◇    | 宇部市 |
| 宇部駅     | 2.9      | 33.2     | 西日本旅客鉄道：■山陽本線（下関方面は直通あり）             | ∧    | 宇部市 |

1. ↑  小野田線の列車は、運転系統上は宇部新川駅へ乗り入れる。

新山口駅・宇部新川駅・宇部駅はJR西日本の直営駅、阿知須駅は簡易委託駅、その他の駅は無人駅である。

### 廃止区間
駅名・停留場名後の( )内は起点からの営業キロ。宇部線編入前（小野田線時代）の旅客駅は省略。
貨物支線（2006年廃止）
居能駅 (0.0) - 宇部港駅 (2.2)

貨物支線（1961年廃止）
宇部港駅 (0.0) - 沖ノ山新鉱駅 (1.8)
- 国鉄線として廃止後は宇部興産（現・UBE）に売却され、同社の専用側線として使用された。

本線（1952年廃止）
宇部新川駅 (0.0) - 助田停留場 (0.9) - 藤曲駅 (1.5) - 岩鼻駅 (3.3)
- 助田停留場は廃線前の1941年に廃止。現在線の宇部新川駅 - 居能駅間にあった。
- 藤曲駅は廃止後、電留線が整備され宇部電車区として使用されていたが、1996年に電車区も廃止。

### 廃駅
( )内は新山口駅起点の営業キロ。廃止区間の駅を除く。
- 周防江崎停留場：1943年廃止、上嘉川駅 - 深溝駅間 (4.3)
- 岩倉停留場：1943年廃止、岩倉駅付近 (8.7)
- 白土停留場：1943年廃止、丸尾駅 - 床波駅間 (17.2)
- 長生炭鉱停留場：1943年廃止、床波駅 - 常盤駅間 (19.8)
- 開作停留場：1926年廃止、岩鼻駅 - 宇部駅間（約31.1）